# 新豐公主 (西晉)
新豐公主（?—?），中国西晋武帝司马炎之女。
她的母亲是晋武帝的第一任皇后杨艳。平阳公主的同母兄弟有毗陵悼王司马轨、太子司马衷（后来的晋惠帝）、秦献王司马柬，姐妹有平陽公主、阳平公主。史书没有记载关于新豐公主生卒和婚配的信息。

## 传记资料
- 《晉書 列傳第一 后妃》